# راجر پیانتونی
راجر پیانتونی (به فرانسوی: Roger Piantoni) بازیکن فوتبال و مهاجم اهل فرانسه است که از سال ۱۹۵۲ تا ۱۹۶۱ میلادی عضو تیم ملی فوتبال فرانسه بوده‌است. وی در ۳۷ بازی ملی حضور داشته است و در بازی‌های ملی‌اش ۱۸ گل به ثمر رساند. و در سال 2018 فوت کرد.